# Ernie Hunt
Ernie Hunt (Swindon, 17 marzo 1943 – Gloucestershire, 20 giugno 2018) è stato un calciatore inglese, di ruolo centrocampista.

## Carriera

### Club
Cresciuto nello Swindon Town, esordisce in prima squadra con i Robins nella Third Division 1959-1960, ottenendo il sedicesimo posto finale, identico risultato ottenuto l'anno dopo, mentre nella Third Division 1961-1962 ottiene il nono posto finale. La stagione seguente ottiene il secondo posto finale con la conseguente promozione in cadetteria. Dalla stagione 1960-1961 a quella 1962-1963 risulterà capocannoniere del club.
Nella Second Division 1963-1964 ottiene il quattordicesimo posto nella cadetteria, mentre nella stagione seguente retrocede in terza serie a seguito del ventunesimo posto ottenuto.
Nel 1965 passa al Wolverhampton, appena retrocesso in cadetteria, ottenendo il sesto posto finale nel 1965-1966 mentre la stagione successiva, grazie al secondo posto ottenuto, viene promosso in massima serie.
Con i Wolves disputò l'unica edizione del campionato dell'United Soccer Association, lega che poteva fregiarsi del titolo di campionato di Prima Divisione su riconoscimento della FIFA, nel 1967: quSoccer ell'edizione della Lega fu disputata utilizzando squadre europee e sudamericane in rappresentanza di quelle della USA, che non avevano avuto tempo di riorganizzarsi dopo la scissione che aveva dato vita al campionato concorrente della National Professional Soccer League; la squadra di Los Angeles fu rappresentata per l'appunto dal Wolverhampton. I "Wolves" vinsero la Western Division e batterono in finale i Washington Whips che erano rappresentati dagli scozzesi dell'Aberdeen.
Nel 1967 passa all'Everton, nella massima serie inglese, ottenendo il quinto posto nella stagione 1967-1968.
La stagione seguente passa al Coventry City ottenendo il ventesimo posto finale ed il sesto l'anno seguente. Nella First Division 1970-1971 giunge decimo e diciottesimo la stagione seguente. Inizia con il Coventry la First Division 1972-1973 per poi passare in prestito a stagione in corso al Doncaster con cui ottiene il diciassettesimo posto finale nella Fourth Division 1972-1973.
Nel 1973 passa al Bristol Rovers, con cui ottiene il secondo posto nella Third Division 1973-1974, ottenendo la promozione in cadetteria.
Chiude la carriera all'Atherston.

### Nazionale
Ha indossato in tre occasioni la maglia della Nazionale Under-23 di calcio dell'Inghilterra tre il 1963 ed il 1966.

## Palmarès
- Campionato statunitense di calcio: 1

Los Angeles Wolves: 1967